# Markoperativ tyngdpunkt
Markoperativ tyngdpunkt är ett militärstrategiskt begrepp. 
”Med markoperativ tyngdpunkt ska gemensamma operationer mot ett strategiskt och civil-militärt helhetsbaserat slutmål genomföras. Syftet är att uppnå eller behålla markoperativ kontroll i hela eller delar av ett operationsområde, vilket är en förutsättning för att skapa skydd och säkerhet i insatsområdet.”
"Markstridskrafter utgör grunden för förmågan att genomföra insatser med markoperativ tyngdpunkt, med stöd av sjö- och luftstridskrafter."

"Vid insatser utanför Sverige ska Försvarsmakten i första hand delta i operationer som påverkar händelseförloppet på land, det vill säga operationer med markoperativ tyngdpunkt."